# Церковь святого Климентия папы (Львов)
Церковь Святого Климентия Папы (укр. Церква Святого Климента Папи) — греко-католический храм во Львове (Украина), в историческом районе Новый Свет. Первоначально был римско-католическим храмом и монастырём босых кармелитов.

## История
Весь монастырский комплекс, включая храмом был построен в 1893—1895 годах архитектором Иваном Левинским по проекту немецкого архитектора Франца Штатца для нищенствующего ордена босых кармелиток. И. Левинский доработал, приспособив к условиям участка, проект неоготического костёла. В 1895 г. известный австро-венгерский архитектор, основатель Львовской архитектурной школы, которая определяла архитектурное лицо Львова во половине ХІХ — начале XX веков, Юлиан Захаревич выполнил проект главного и двух боковых алтарей в неоготическом стиле. Скульпторы А. Попель и Т. Сокульский реализовали его в течение 1895—1898 годов.
После присоединение Западной Украины к СССР власти приказали кармелитам освободить помещения и территорию. С 1939 года здесь размещалась казарма НКВД. При немецкой оккупации в здании размещалось гестапо. В 1943 году на территории монастырского сада и кладбища нацисты расстреливали итальянских военнопленных.
После войны и до 1952 года, в зданиях монастыря размещался охранный полк НКВД-МВД. Впоследствии охранный полк был перебазирован на южные окраины Львова, а бывший монастырский комплекс поступил в распоряжение городской АТС (телефонной станции). В 1960-х годах во время строительных работ здесь находили останки репрессированных. Здание храма львовская дирекция «Укртелекома» использовала как операционный зал для расчетов и обслуживания клиентов.
Начиная с 1996 года община церкви Святого Климента боролась за возвращение храма и использование его для богослужений. Решением от 29 сентября 2011 года депутаты Львовского городского совета передали храм из коммунальной собственности в собственность общины.